# باسل عبد العزيز
باسل عبد العزيز عبد الحنان (مواليد 1984 في حلب) مهندس طاقة وسياسي سوري شغل وتولى منصبي وزير الاقتصاد والتجارة الخارجية ووزير الصناعة في حكومة محمد البشير من 10 كانون الأول 2024 وذلك بعد سقوط نظام الأسد إلى 29 آذار 2025
قبل ذلك شغل منصب وزير الصناعة والموارد في حكومة الإنقاذ السورية من 16 كانون الأول 2019 إلى 10 كانون الأول 2024.

## لمحة
حاصل على درجة البكالوريوس في هندسة الطاقة من جامعة حلب وتخرج فيها عام 2009. كما أكمل دورات متقدمة في دراسات الجدوى الاقتصادية والتخطيط الاستراتيجي وإدارة الموارد البشرية. قبل الحرب الأهلية السورية عمل محاضرًا في كلية الهندسة الميكانيكية بجامعة حلب وفي الصناعات الهندسية في الشيخ نجار، وهي منطقة صناعية في حلب.
خلال الحرب الأهلية ، أدار عبد العزيز الأنشطة الصناعية في المناطق التي تسيطر عليها المعارضة وعمل في قطاعات اقتصادية مختلفة، بما في ذلك إدارة النقد. شغل عدة مناصب في قطاعات اقتصادية مختلفة بعد تشكيل حكومة الإنقاذ السورية في 2 تشرين الثاني/نوفمبر 2017، تولى حقيبة وزارة الاقتصاد والموارد في حكومة الإنقاذ خلال دوراتها الثالثة (16 كانون الأول 2019)، والرابعة (27 كانون الأول 2020)، والخامسة (4 كانون الثاني 2022)، والسادسة (19 كانون الثاني 2023) برئاسة علي عبد الرحمن كده.
في كانون الأول 2024 وبعد سقوط نظام الأسد والقرار بأن وزراء حكومة الإنقاذ سيشغلون نفس الأدوار في الحكومة الانتقالية حتى آذار 2025، بدأ عبد العزيز العمل وزيرا للاقتصاد في الحكومة الانتقالية السورية بقيادة رئيس الوزراء محمد البشير. وفي منصبه الجديد أعلن عن خطط لتنفيذ إصلاحات تحرير السوق، بما في ذلك تفكيك نظام الرقابة على الواردات والصادرات الحالي والتحرك نحو نموذج اقتصادي للسوق الحرة. وخلال اجتماع مع غرف التجارة في دمشق، حدد خططًا لإزالة القيود المفروضة على الواردات والسماح للشركات المسجلة بالتجارة بحرية أكبر.